# وجدان کاری
وجدان کاری (به انگلیسی: Work Ethic) ترکیب دو واژه «وجدان» و «کاری» است که در اصطلاح مدیریت می‌توان آن را «احساس تعهد داخلی به منظور رعایت الزاماتی که در ارتباط با کار مورد توافق قرار گرفته‌است» تعریف‌نمود. به بیان دیگر، منظور از وجدان کاری، رضایت قلبی، تعهد و التزام عملی نسبت به وظایفی است که قرار است انسان آن‌ها را به انجام برساند؛ به گونه‌ای که اگر بازرس و ناظری نیز بر فعالیت او نظاره‌گر نباشد، باز هم در انجام وظیفهٔ خود کوتاهی نکند.
جامعهٔ انسانی به تقویت وجدان کاری و تغییر در فرهنگ کار نیازمند است؛ چرا که نیروی انسانی متعهد، سازمان را در دستیابی به اهداف خود یاری می‌دهد. البته تعاریف دیگری نیز از وجدان کاری موجود است که عبارت‌اند از:
- استعدادی که به تشخیص نیک و بد پرداخته و برای امور ارزش قائل است، نیک و بد را با هم متفاوت دانسته و برای ما نوعی الزام عملی ایجاد می‌کند.
- مجموعه عواملی که در فرد سازمانی نظام ارزشی به وجود می‌آورد.

در صورت دارا بودن بالاترین حد وجدان کاری، می‌توان جامعه‌ای را تصور کرد که در آن اشخاص در مشاغل گوناگون سعی دارند تا کارهای محوله را به بهترین شکل و به‌طور دقیق و کامل و با رعایت اصول انجام دهند. پس وجدان کاری باعث نظام‌مند شدن افراد می‌شود.

## مفاهیم مشابه
وجدان کاری با مفاهیمی از قبیل انضباط، روحیه، کارایی، انگیزش و تعهد متفاوت است؛ اگرچه رابطهٔ نزدیکی با آن‌ها دارد.

### وجدان کاری وانضباط
انضباط به معنی تربیت مبتنی بر نظم خاص است. در مسائل اجتماعی به شیوه زندگی مبتنی بر قانون را انضباط می‌گویند که برای رعایت آن به یک نیروی خارجی نیاز است. در این شرایط، مجریان قانون تنها وظیفه تنبیه خاطیان را به عهده دارند و کسانی که قانون را محترم می‌شمارند تنها به وظیفه خود عمل کرده‌اند؛ در حالی که وجدان کاری، نیرویی است داخلی که هم پاداش می‌دهد (در صورت رضایت داخلی) و هم کیفر (در صورت عذاب وجدان).

### وجدان کاری وروحیه
روحیه را نیرویی می‌دانند که به یاری آن فرد خود را در تطابق کامل با سازمان می‌بیند و وظایف خود را با علاقه و انضباط انجام دهد. به این ترتیب، روحیه از تطابق فرد و سازمان منتج می‌شود در حالی که وجدان کاری حاصل احساس و تعهد داخلی فرد در قبال وظایفی است که پذیرفته‌است.

### وجدان کاری وکارایی
کارایی به استفادهٔ مناسب از منابع گفته‌می‌شود و در واقع هنگامی کارایی بالاست که منابع انسانی در امور و وظایف خود بهترین عملکرد را داشته باشند؛ بنابراین، بین کارایی و وجدان کاری می‌توان رابطه برقرار کرد؛ بدین ترتیب که وجدان کاری یکی از عوامل مؤثر بر کارایی است اما بالا بودن کارایی الزاماً نتیجهٔ بالا بودن وجدان کاری نیست.

### وجدان کاری وانگیزش
انگیزش عاملی است که سبب می‌شود تا انسان‌ها کاری را انجام دهند که بعضی آن را نیرویی داخلی و برخی نیز آن را نیرویی بیرونی می‌دانند، بنابراین تحلیل انگیزه در بررسی مسئله وجدان کاری از اهمیت فوق‌العاده‌ای برخوردار می‌باشد.

### وجدان کاری وتعهد
رایلی و کادول، تعهد را به عوامل و انگیزه‌های داخلی و بیرونی شغل تقسیم می‌کنند و سامرز، تعهد مؤثر را نوعی وابستگی و انضمام به سازمان می‌داند که به صورت پذیرش ارزش‌های سازمان و تمایل به باقی‌ماندن در سازمان تظاهر می‌نماید.

## عوامل مؤثر بر وجدان کاری
عوامل اثرگذار بر وجدان کاری عبارت‌اند از:
- به‌کارگیری کارکنان بر اساس علاقه و توانایی و تلاش برای ارضای نیازهای آنان
- تقسیم کار مطلوب کارکنان و احتساب سختی، حساسیت و پیچیدگی کار در تنظیم حقوق و مزایا و ارزیابی عملکرد کارکنان برای ایجاد امکان پیشرفت
- تشویق و تنبیه کارکنان و ارائه فرصت و امکان لازم برای ترفیع بر اساس معیارهای قبل از اندازه‌گیری
- شرکت دادن کارکنان در تصمیم‌گیری‌های سازمانی و تفویض اختیار و عدم تمرکز تا حد امکان
- انتساب مدیران شایسته بر اساس تخصص و تجربه
- اجرای برنامه‌های آموزشی بر اساس نیازهای شغلی به منظور تعالی کارکنان برای ایجاد خرسندی از شغل